# Sungai Teluk
Sungai Teluk is een bestuurslaag in het regentschap Gresik van de provincie Oost-Java, Indonesië. Sungai Teluk telt 2359 inwoners (volkstelling 2010).